# Monzas Grand Prix

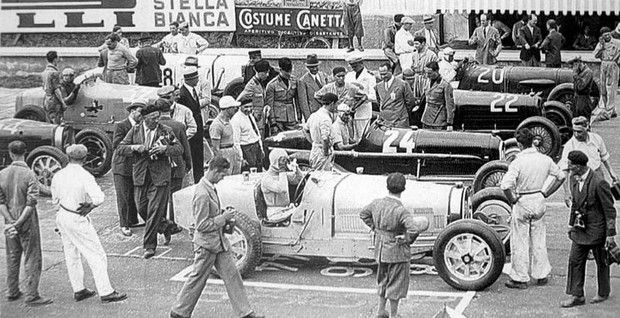
Startgridden inför loppet 1932.

Monzas Grand Prix var en biltävling som kördes på racerbanan Autodromo Nazionale Monza i Italien mellan 1922 och 1952.

## Historia
Det första Monzas Grand Prix hölls samma år som banan stod klar 1922. Därefter kördes Italiens Grand Prix på Monza. Efter den svåra olyckan 1928 som kostade Emilio Materassi och 27 åskådare livet ställdes Italiens Grand Prix in under de kommande åren. I dess ställe återkom Monzas Grand Prix, men efter ”den svarta söndagen” 1933 då tre förare omkom på banans ovaldel lades tävlingen ned. Banan byggdes om för att få ned hastigheterna och Italiens Grand Prix kördes fortfarande på Monza.
Monzas Grand Prix återkom efter andra världskriget, men kördes främst med formel 2-bilar.

## Vinnare av Monzas Grand Prix
| År             | Förare              | Bil            | Kategori       |
| -------------- | ------------------- | -------------- | -------------- |
| 1922           | André Dubonnet      | Hispano-Suiza  | Grand Prix     |
| 1923 till 1928 | Inga tävlingar      | Inga tävlingar | Inga tävlingar |
| 1929           | Achille Varzi       | Alfa Romeo     | Grand Prix     |
| 1930           | Achille Varzi       | Maserati       | Grand Prix     |
| 1931           | Luigi Fagioli       | Maserati       | Grand Prix     |
| 1932           | Rudolf Caracciola   | Alfa Romeo     | Grand Prix     |
| 1933           | Marcel Lehoux       | Bugatti        | Grand Prix     |
| 1934 till 1947 | Inga tävlingar      | Inga tävlingar | Inga tävlingar |
| 1948           | Jean-Pierre Wimille | Alfa Romeo     | Grand Prix     |
| 1949           | Juan Manuel Fangio  | Ferrari        | Formel 2       |
| 1950           | Luigi Villoresi     | Ferrari        | Formel 2       |
| 1951           | Alberto Ascari      | Ferrari        | Formel 2       |
| 1952           | Nino Farina         | Ferrari        | Formel 2       |